# 복사냉각

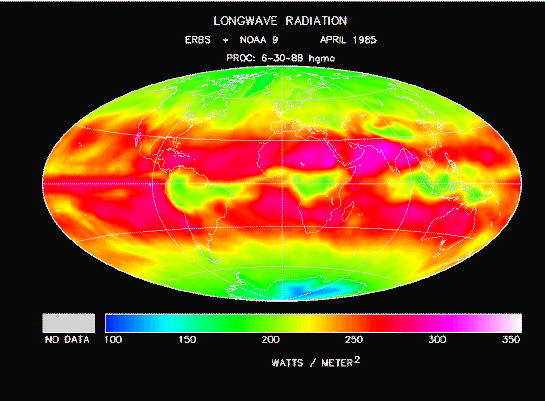
구름, 대기, 지표로부터 오는 지구의 장파 열복사강도

복사냉각(輻射冷却, radiative cooling)은 열복사에 의해 물체가 열을 소실하는 과정이다. 플랑크 법칙에서 설명한 바에 따르면 모든 물체는 자발적으로 연이어 전자기복사를 발산한다.
적외선은 파장 8–13 µm의 건조하고 깨끗한 대기를 통과할 수 있다. 에너지를 흡수하고, 해당 파장에서 그 에너지를 복사할 수 있는 물질은 강한 냉각 효과를 보인다. 200나노미터~2.5µm 범위에서 햇빛의 95% 이상을 반사할 수 있는 물질은 직사광에서도 냉각 효과를 보인다.

## 같이 보기
- 열 차폐
- 반사율
- 도시 열섬